# Измаил
Измаи́л (укр. Ізмаїл) — город в бессарабской части Одесской области Украины. Административный центр Измаильского района. В 1940—1954 годах Измаил был административным центром Измаильской области.

## Название
Однозначной версии о том, когда и в честь кого существовавшее поселение стали называть Измаил, до сих пор нет. Одна из распространённых версий основана на сообщении Эвлеи Челеби в его «Сейяхатнаме (Книге путешествий)», созданной в 1640—1678 годах:

Измаил. Это — творение Салсала. Город этот в 889 году хиджры (1484 год) завоевал капудан султана Баезида хан Исмаил, поэтому его называют городом Измаилом.
Эта версия приведена как единственная в Топонимическом словаре 1998 года.
Другие названия поселения, которые упоминаются в связи с Измаилом и относятся к периоду до османского завоевания: Антифила (предположительное древнегреческое поселение), Сморнис (предположительно древнеримское укреплённое поселение), Смил (славянское название до османского завоевания), Синил (аналогично предыдущему).

## Географическое положение
Расположен на юго-западе области на реке Дунай в 93 километрах от берега Чёрного моря. Расстояние до Одессы: физическое — 192 км, по автодороге M-15 — 239 км, по ж/д — 296 км. Расстояние до Киева: по автодорогам M-15, M-05 — 711 км, по ж/д — 968 км. Находится недалеко от границы с Румынией и Молдавией.

## Климат
До 2018 года в Измаиле было намного больше осадков. После 2017 года произошла, по мнению местных жителей, резкая перестройка климата. Её причиной стали частые блокирующие антициклоны, из-за которых атлантические циклоны не могут пробить данные блоки. До 2018 года в Измаиле нормы температур были ниже на несколько градусов, а снежный покров мог достигать 50 см. В последние несколько лет количество осадков существенно ниже нормы . Архивная копия от 18 сентября 2020 на Wayback Machine.
| Показатель                    | Янв.  | Фев.  | Март | Апр.  | Май  | Июнь | Июль | Авг. | Сен. | Окт. | Нояб. | Дек.  | Год   |
| ----------------------------- | ----- | ----- | ---- | ----- | ---- | ---- | ---- | ---- | ---- | ---- | ----- | ----- | ----- |
| Абсолютный максимум, °C       | 18,4  | 23,0  | 27,6 | 31,2  | 38,7 | 37,8 | 40,7 | 39,1 | 35,9 | 32,2 | 25,5  | 19,9  | 40,7  |
| Средний суточный максимум, °C | 2,3   | 4,1   | 9,0  | 16,1  | 22,3 | 26,0 | 28,5 | 28,2 | 23,5 | 17,0 | 10,1  | 4,4   | 16,0  |
| Средняя температура, °C       | −1,5  | −0,1  | 4,1  | 10,6  | 16,6 | 20,4 | 22,6 | 21,9 | 17,1 | 11,2 | 5,9   | 0,8   | 10,8  |
| Средний суточный минимум, °C  | −4,8  | −3,6  | 0,0  | 5,5   | 10,9 | 14,6 | 16,5 | 15,7 | 11,4 | 6,3  | 2,2   | −2,4  | 6,0   |
| Абсолютный минимум, °C        | −25,4 | −24,1 | −19  | −10,6 | 0,0  | 5,6  | 9,1  | 3,6  | −3,3 | −8,9 | −17,6 | −20,8 | −25,4 |
| Норма осадков, мм             | 36    | 43    | 33   | 34    | 47   | 57   | 51   | 38   | 46   | 25   | 37    | 42    | 489   |
| Источник: [Укргидромет]       |       |       |      |       |      |      |      |      |      |      |       |       |       |

## История

### Поселения на месте Измаила до XVI века
Раскопки 1979 года самого древнего памятника археологии, обнаруженного на окраине Измаила в районе посёлка Матроска, позволяют предполагать, что поселение принадлежало земледельцам так называемой гумельницкой культуры. Племена гумельницкой культуры обитали в VI тысячелетии до н. э. на берегах Дуная, озёр Катлабух и Ялпуг.
При раскопках в районе Кривого озера (на восточной оконечности города) были обнаружены керамические изделия, посуда, амфоры, на которых сохранились клейма и надписи на древнегреческом языке. Во II веке на берегу Дуная появились римляне. О посещении этих мест римскими легионерами свидетельствуют обнаруженные на территории между судоремонтным заводом и селом Матроска римские монеты, обломки амфор и так далее.
В конце IX — начале X веков сложилось сильное славянское государство — Киевская Русь. По версии славянофильской группы историков этот период развития поселения выглядит следующим образом. На месте развалин римской крепости Сморнис вырос новый славянский город Смил. Вскоре Смил превратился в важный торговый и культурный центр на Дунае и вошёл в состав Галицко-Волынского княжества, которое поддерживало тесную экономическую связь с Киевом. Впрочем, эта версия не находит своего подтверждения в документах и отчётах археологических изысканий. Находки монет периода X—XI веков н. э. на территории Измаильской крепости свидетельствуют о сильном влиянии Византии. В основном это медные фоллисы императоров Романа III, Михаила IV, Константина X, и биллонные скифатные монеты (аспры) императора Алексея I. После взятия Константинополя в 1204 году Византия была разделена между победителями. Как результат этого дележа на побережье Чёрного моря и на берегах Дуная появились генуэзские колонии. Известно, что первые отряды хана Батыя, вторгшись на Нижний Дунай, покорили генуэзцев. Среди находок археологов существует медный фоллеро на лицевой части которого изображена тамга темника Ногая а с оборотной стороны изображена надпись: Ис. Хр (Иисус Христос). Монета чеканилась на монетном дворе Сакчи (нынешний румынский город Исакча). Это подтверждает факт мирного сосуществования в XIII веке на берегах Дуная татар и генуэзских колонистов. Надо учесть, что Мавро Кастро (Белгород-Днестровский) в то время был большим городом, которым владели генуэзцы. Все эти сведения опровергают версию о существовании с X—XIII веках на берегах Дуная славянского города Смил, входящего в Галицко-Волынское княжество.

### Основание Измаила
В исторических очерках об Измаиле нередко фигурируют полулегендарные и ничем не подтверждённые сведения. В полной мере это относится и ко времени основания города, которое нередко относится к ранним временам. Однако, в исторических документах времён османского завоевания Нижнего Дуная (в конце XV века) упоминаются Килия, Тулча, Исакча и Томарово, но нет упоминаний о существовании здесь какого-либо другого населённого пункта и, тем более, крепости.

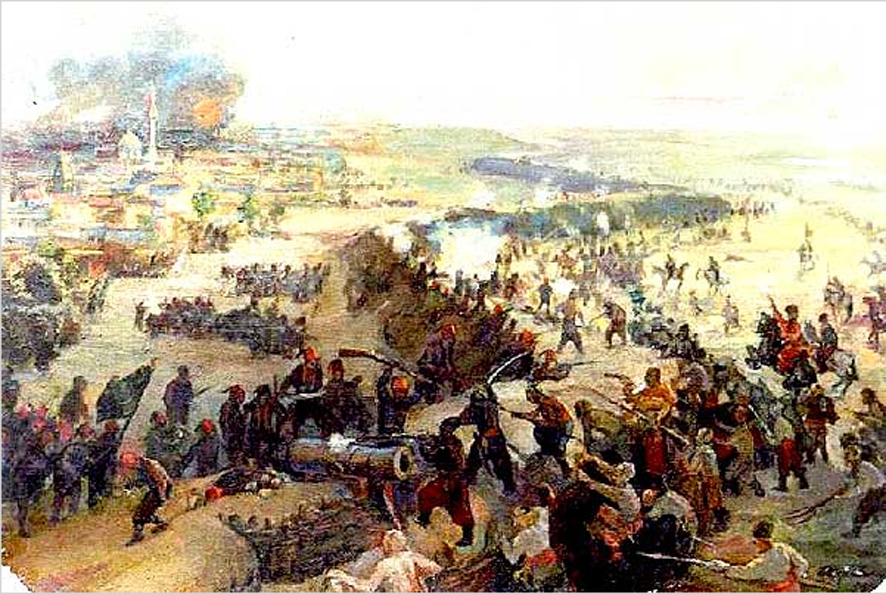
Взятие крепости Измаил казаками под предводительством гетмана Северина Наливайко, 1595 год

Традиционно датой основания Измаила принято считать 1590 год. Существуют, однако, более ранние упоминания о городе. По мнению историка В. А. Постернака, Измаил впервые упоминается под названием «Исмаил Гедуги» в османском реестре 1542 года. Отсюда делается вывод, что поселение основано мусульманами (турками или татарами). Это также подтверждается тем, что в 1560 году поселение упоминается как махалля Исмаил.
Согласно исследованиям С. В. Паламарчук, о существовании на берегу Дуная небольшого укрепления в 1588−1589 годы сказано в Энциклопедии ислама, что подтверждается проведённым в период с 1822 по 1828 год статистическим описанием вошедших в Российскую Империю земель Бессарабии по Берлинскому трактату:
|  | Крепость Измаил, по молдавски – Синил. Приобретена турками в XVI веке от молдавского княжества до взятия в 1770 году июля 26 дня российскими войсками под командой генерала князя Репнина; на сем месте был город, обведённый обширным ретраншаментом и, в 1779 году, по заключении мира, возвращён Порте. С того времени турки начали укреплять Измаил под присмотром европейских инженеров;… |

3 ноября 2019 года в Одессу прибыл из Нидерландов специалист по средневековой истории Османской империи Мехмед Тютюнджи, который передал народному депутату Украины Анатолию Урбанскому копию указа султана Мурада III об основании Измаила, датируемую 1589 годом, который тот подарил Измаильскому историческому музею А. Суворова. На относительно подробной карте Герарда Меркатора 1554 года Измаил отсутствует. Впервые он появляется на карте Гийома Боплана в 1648 году под названием Simil с экспликацией «деревня».

### Османская империя (до 1809)

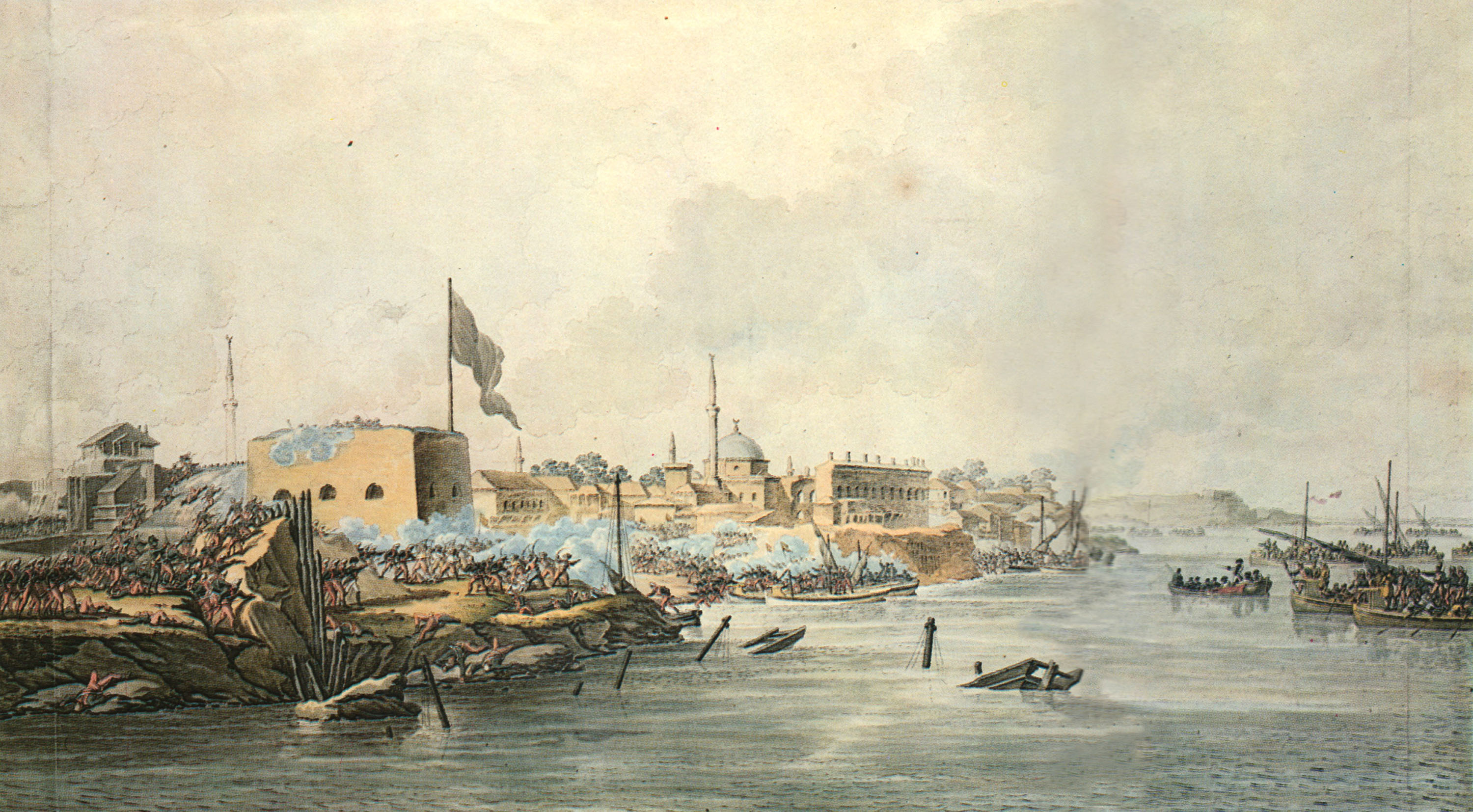
Взятие Измаила 11 декабря 1790 года

Нижний Дунай был завоёван Османской империей в 1484 году. Для лучшей обороны этой территории здесь был возведён или усовершенствован ряд крепостей. Одной из них стал Измаил. С XV века совершались многочисленные походы запорожских казаков и отрядов польских магнатов. Самым известным стал морской поход 1609 года казаков Петра Сагайдачного, во время которого войска взяли Измаил, Килию и Аккерман. Находки монет в районе Измаильской крепости свидетельствуют об активном обращении здесь османских монет начиная с правления Мехмеда IV (1648—1687) до времён правления Селима III (1789—1807).
В 1761 году в городе была учреждена кафедра митрополита браиловского Даниила, управлявшего православными церквами в Османской империи.
Крепость имела важное военное значение, что подтверждается осадами крепости во время русско-турецких войн XVIII века.
Одной из ключевых по значению войн между Российской и Османской империями стала война 1768—1774 годов. В ходе этой войны 5 августа (26 июля по старому стилю) 1770 года русские войска под командованием Николая Репнина взяли крепость Измаил. Однако по окончании войны в 1774 году согласно условиям Кючук-Кайнарджийского мирного договора крепость была возвращена Турции.
Через 13 лет началась новая русско-турецкая война. В 1789 году Репнин снова пытался взять город, но штурм закончился неудачей. 11 (22) декабря 1790 года усиленную крепость, считавшуюся к тому моменту неприступной, штурмом взял Александр Суворов. В 1791 году по Ясскому договору город вновь был возвращён Османской империи.

### Российская империя (1809—1856)

Бессарабская губерния Российской империи

В 1806 году произошли неудачные осада и штурм Измаила российскими войсками под командованием герцога Ришельё. В 1807 году русский генерал Иван Михельсон также неудачно штурмовал Измаил. 14 сентября 1809 года город взят русскими войсками, которыми командовал генерал Засс. После ухода (по условиям капитуляции) турецкого гарнизона в городе осталось всего около 4000 жителей. По состоянию на 1827 год в крепости Измаил и в городе Тучков проживало 9012 человек. В 1826 году был утверждён герб уездного города Измаила.

### Молдавское княжество (1856—1878)
В 1856 году Измаил передан Россией Молдавскому княжеству, вассалу Турции, по Парижскому трактату. Основные инженерные сооружения крепости были взорваны, а земляные валы были частично срыты.
В 1861 году город, вместе со всей Молдавией, вошёл в состав Объединённого княжества Валахии и Молдавии (будущей Румынии), считавшегося вассалом Османской империи.

### Российская империя (1878—1918)

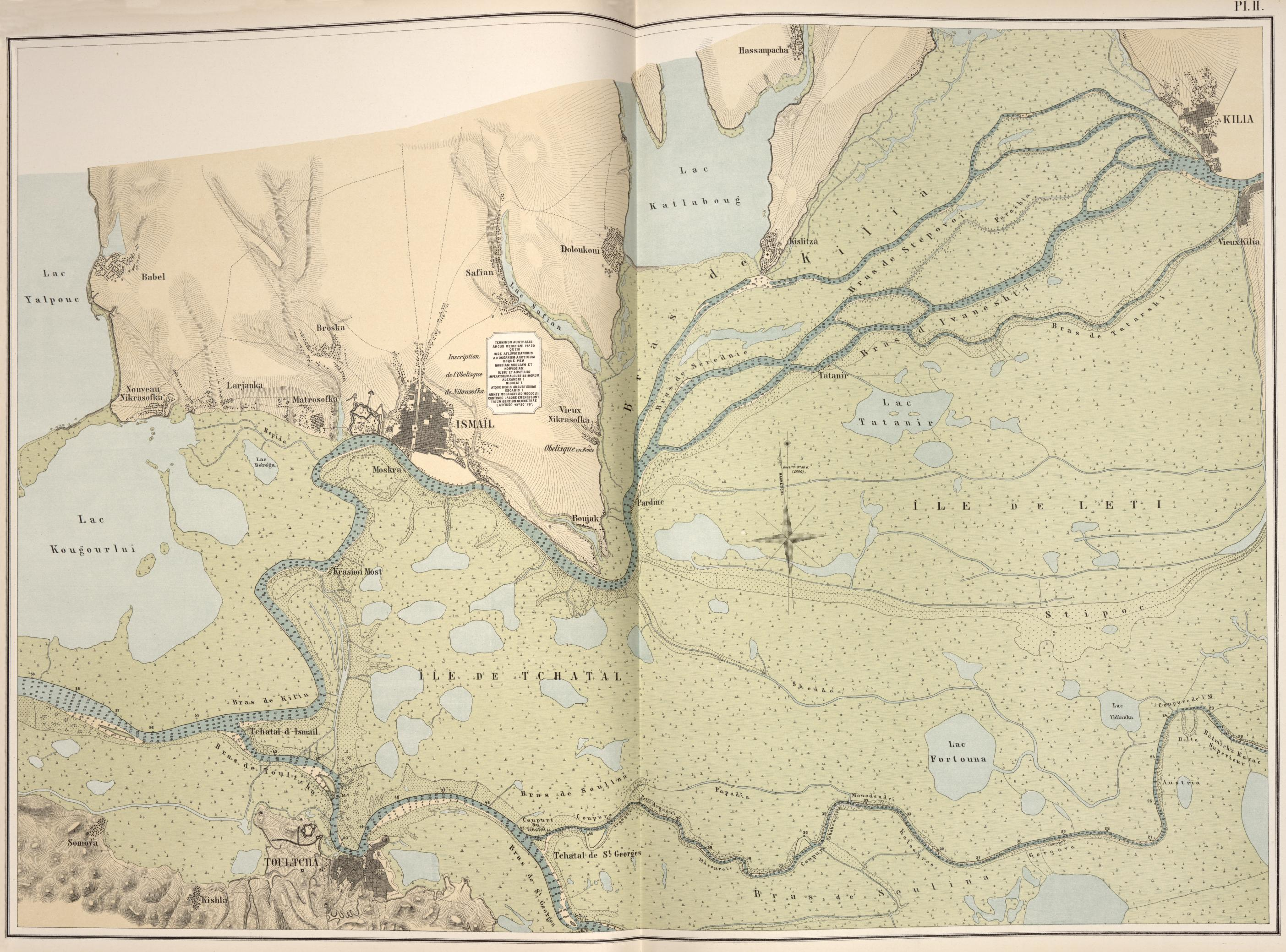
Измаил на карте 1887 года

13 апреля 1877 года Измаил был взят русскими войсками в четвёртый раз (без боя, так как Румыния не выполнила обязательств перед Турцией и ещё 4 апреля заключила с Российской империей конвенцию о пропуске войск). По Берлинскому трактату 1878 года Румыния уступила обратно императору всероссийскому Александру II часть Бессарабской территории, отошедшей от Российской империи по Парижскому трактату, включая и город Измаил.
В 1897 году в городе проживали 22 295 человек, родным языком указывали: малорусский — 8271, великорусский − 7797, еврейский — 2736, молдавский — 1589, болгарский — 936, греческий — 503.

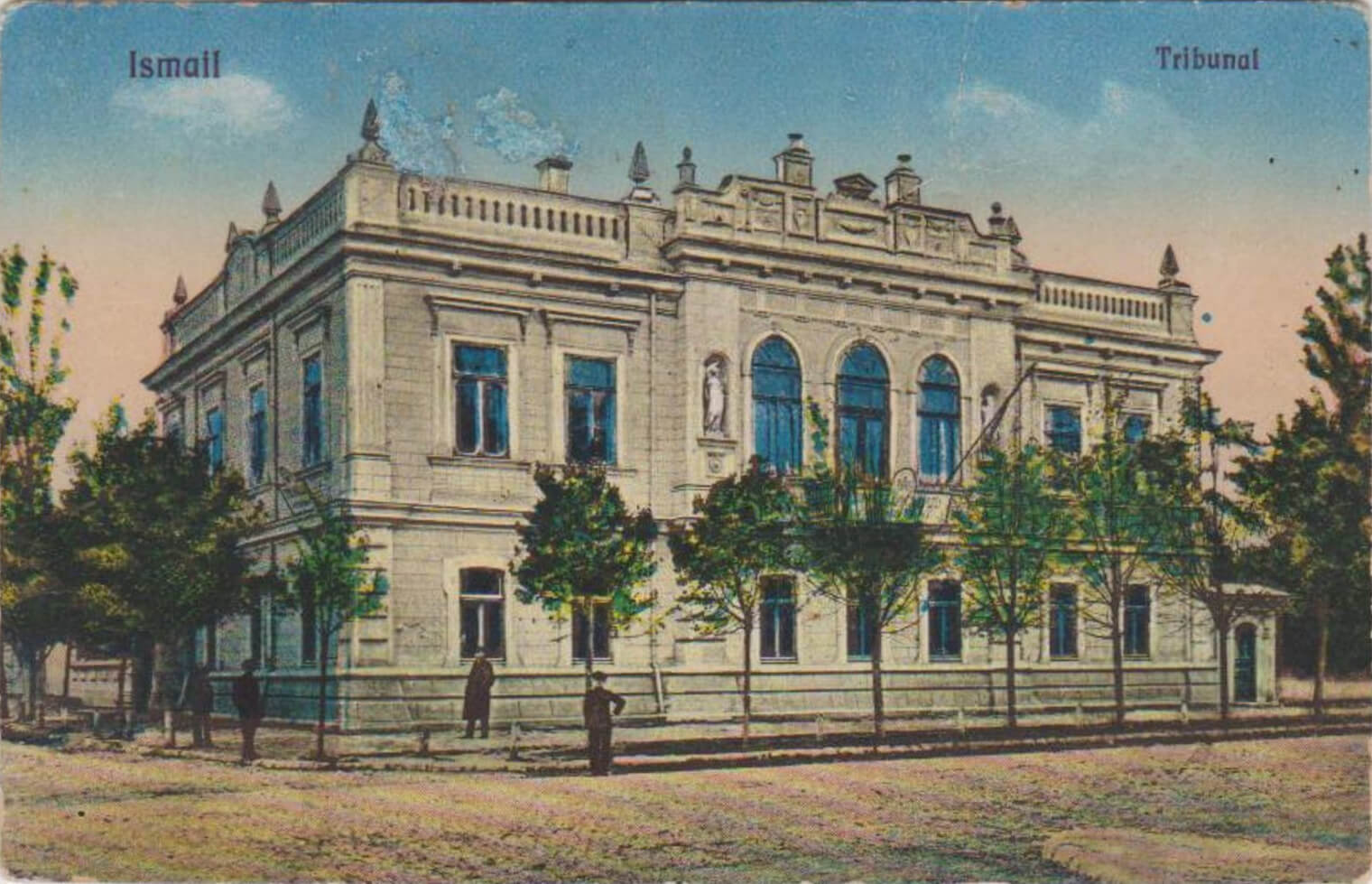
Особняк Тульчиановых, начало XX века
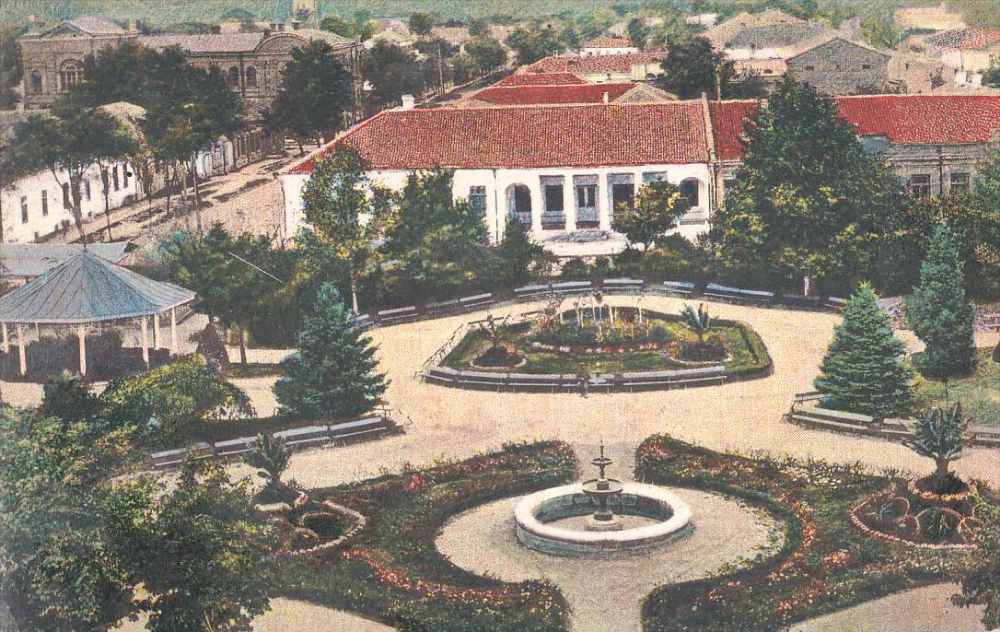
Вид на измаильский горсад, начало XX века
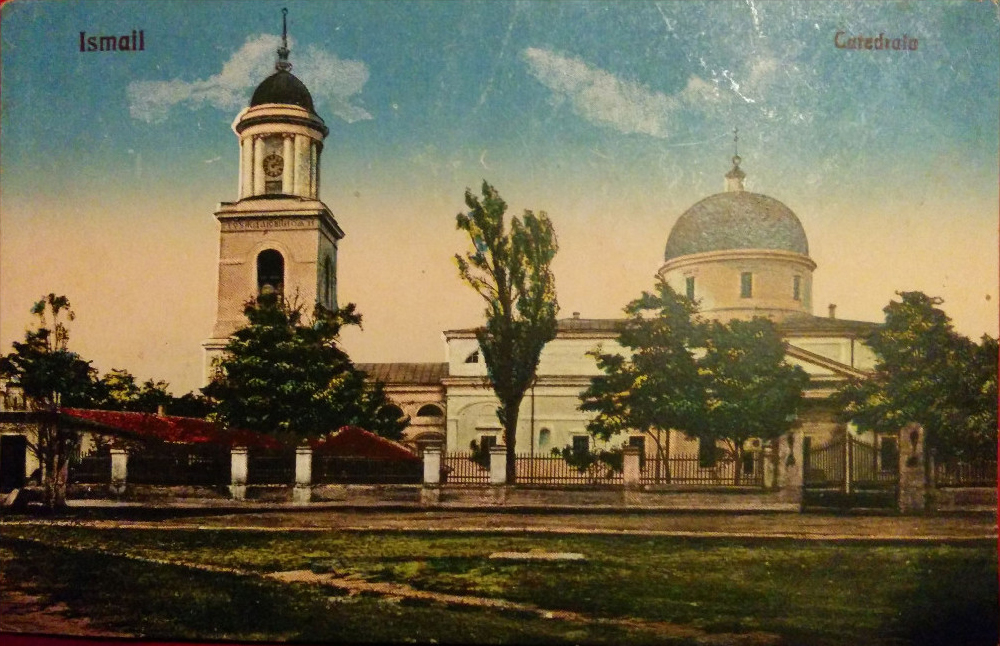
Покровский кафедральный собор, начало XX века
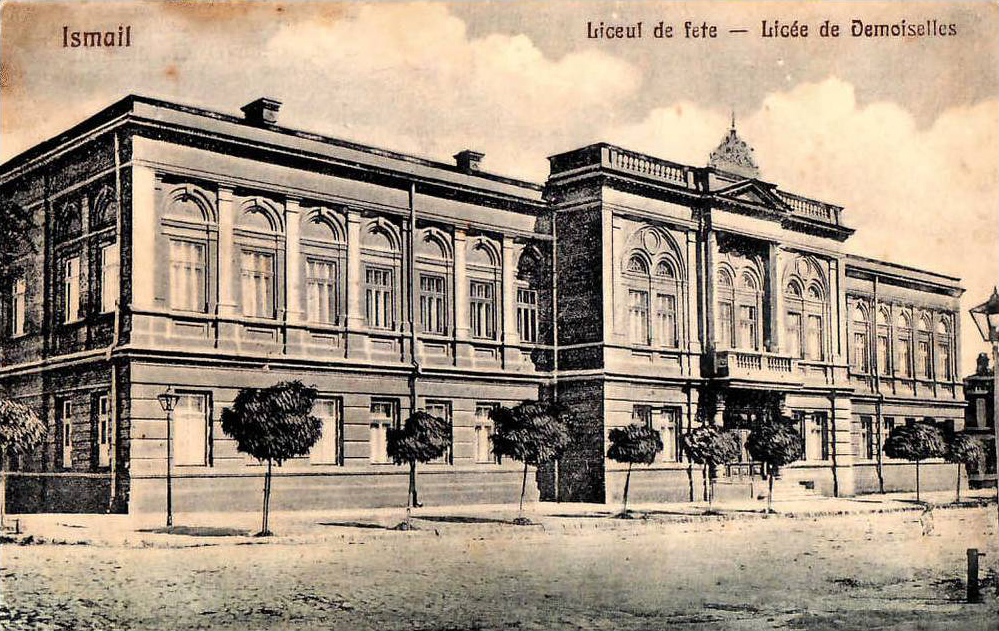
Женская гимназия, начало XX века
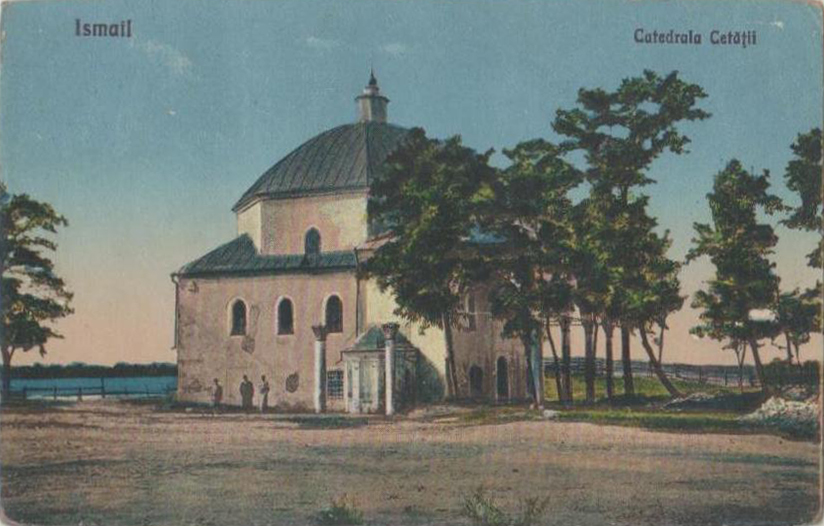
Крестовоздвиженский крепостной собор, начало XX века

### Румыния (1918—1940)
Румынские войска вступили в Бессарабию ещё в декабре 1917 года, выполняя приказ командующего румынским фронтом русского генерала Дмитрия Щербачёва об охране складов и дорог и восстановлении порядка.  Продвижение румынских войск в Бессарабии встречало вооружённый отпор со стороны отходящих большевистских частей. 13 (26) января 1918 года был занят Кишинёв, затем другие города.

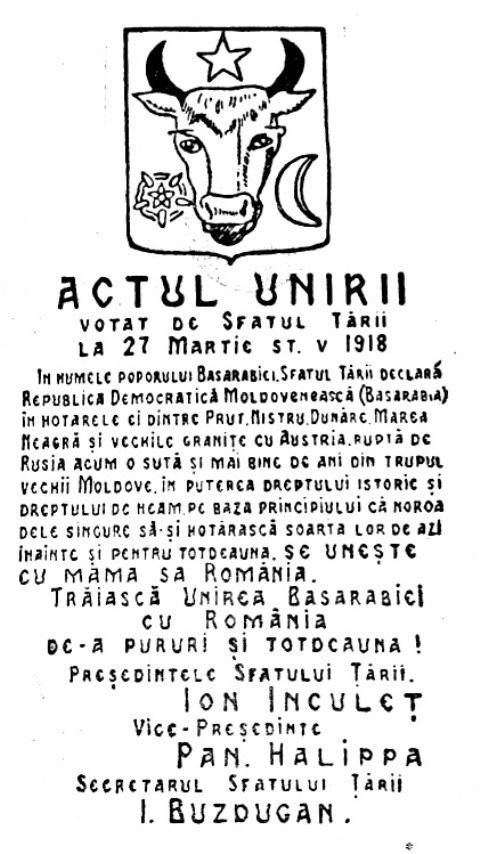
Декларация об объединении Бессарабии и Румынии

21 января румынские войска предприняли попытку занять Измаил. В Измаиле в годы Первой мировой войны находилась база Дунайской флотилии. Матросы флотилии оказали румынским войскам сопротивление, их поддержали местные рабочие, которые сформировали отдельный отряд. Тем не менее 22 января город попал под контроль Румынии.

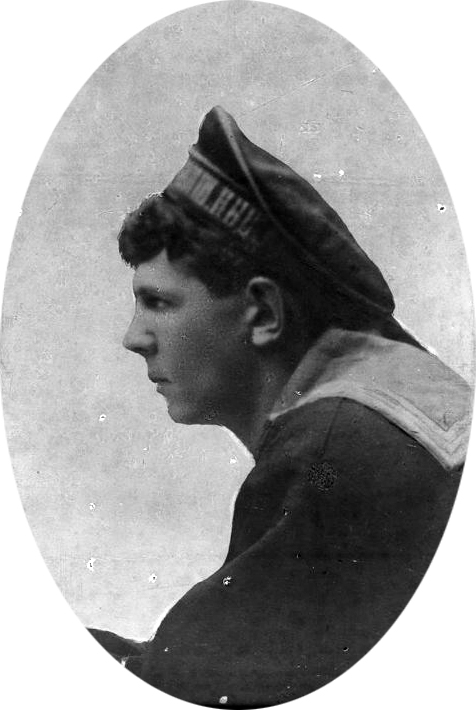
Матрос Железняк

23 января после взятия румынами Измаила Румчерод официально объявил Румынии войну. Штаб Румчерода тогда находился в Одессе, ему подчинялась череда местных органов самоуправления в Бессарабии. Тем временем румынские войска продолжали наступление вглубь региона, и 25 января была занята Килия — также стратегически важный порт. После взятия Килии на Дунае начались масштабные бои между Дунайской флотилией и румынским флотом. Суда Дунайской флотилии предприняли попытку прорваться к Измаилу, но атака была отражена. В ответ румынские войска предприняли контрнаступление по воде. С 30 января все бои на Дунае сосредоточились вокруг Вилково. Наступление по суше было невозможно, так как город со всех сторон окружён плавнями, поэтому центральное место отводилось флоту. Оборону Вилково организовал анархист Анатолий Железняков, также известный как Железняк. Ему из Севастополя по морю были высланы подкрепления — 1000 человек. Вилково было взято румынами только в начале февраля, что позволило им начать наступление на Татарбунары. 27 марта 1918 года Сфатул Цэрий 86 голосами за, 3 против при 36 воздержавшихся, проголосовал за воссоединение Бессарабии с Румынией. Воздержались, в основном, представители немецкого, болгарского и гагаузского меньшинств. Представитель крестьянской фракции В. Цыганко и представитель Русской культурной лиги А. Грекулов заявили, что вопрос объединения можно решить только путём всенародного референдума. По результатам голосования, Бессарабия вошла в состав Великой Румынии на правах автономии. На заседании 25—26 ноября 1918 года, при отсутствии кворума, 36-ю голосами было принято решение о безусловном присоединении Бессарабии к Румынии, ликвидировавшее все условия акта от 27 марта 1918 года. Вскоре после принятия этого решения Сфатул Цэрий прекратил своё существование.
Советское правительство никогда не признавало аннексии Бессарабии Румынией. В ноте от 1 ноября 1920 года Россия выразила решительный протест против аннексии и Парижского протокола, её подтверждающего, поскольку он был заключён другими правительствами. На Венской конференции 1924 года Советское правительство предложило провести в Бессарабии плебисцит, однако Румыния отвергла предложение СССР.

### Украинская ССР (1940—1991)
В 1940 году советское правительство вынудило Румынию передать Бессарабию и Северную Буковину СССР. Измаил, входящий в Бессарабию, оказался на территории УССР. В август 1940 года была образована Аккерманская, затем Измаильская область Украинской Советской Социалистической Республики. Областным центром Измаил был с декабря 1940 по февраль 1954 года.
С июля 1941 года по 26 августа 1944 года город был оккупирован румынскими войсками. Была восстановлена румынская администрация, а все вновь открытые православные храмы переподчинены Бессарабской митрополии Румынской православной церкви.
25—26 августа 1944 года советские войска освободили от оккупации Измаил. Непосредственно Измаил освободили подразделения 5-й отдельной гвардейской мотострелковой бригады подполковника Николая Завьялова и 53-й отдельный мотоциклетный полк майора Шенкина, входящие в состав 4-го гвардейского механизированного корпуса (командир Владимир Жданов) 3-го Украинского фронта (командующий Фёдор Толбухин). За штурм Измаила десяти полкам было присвоено наименование Измаильских.
14 октября 1944 года по решению Государственного Комитета Обороны СССР для обеспечения перевозок по Дунаю советских войск и техники, а также народнохозяйственных грузов в городе Измаиле было создано Советское Дунайское государственное пароходство.
В 1953 году был введён в эксплуатацию Измаильский консервный завод.

### Украина (с 1991)
С 1991 года город входит в состав Украины. Административно находится в составе Одесской области, с 2020 года стал центром укрупнённого Измаильского района.
|                      |                        |                                    |                            |                         |
| Музей А. В. Суворова | Старый особняк XIХ ст. | Дворец культуры им. Т. Г. Шевченко | Дворец детства и юношества | Бывшая женская гимназия |

## Население
- 2024 год — более 70 тысяч человек.[21]

### Национальный состав
Национальный состав (2001): русские — 43,7 % (33,6 тыс.), украинцы — 38,0 % (29,2 тыс.), болгары — 10,0 % (7,7 тыс.) и молдаване — 4,3 % (3,3 тыс.). В 2010 году население составляло 75,3 тыс. жителей. Население также состоит из множества других национальностей: гагаузов, греков, евреев, армян и т. д. — 75 национальностей.

### Языковой состав
Родной язык населения по данным переписи 1897 года:
| Язык                   | Численность, чел. | Доля     |
| ---------------------- | ----------------- | -------- |
| Украинский             | 8 271             | 37,10 %  |
| Русский                | 7 797             | 34,97 %  |
| Еврейский              | 2 736             | 12,27 %  |
| Румынский и молдавский | 1 589             | 7,13 %   |
| Болгарский             | 936               | 4,20 %   |
| Греческий              | 503               | 2,26 %   |
| Другие                 | 463               | 2,07 %   |
| Итого                  | 22 295            | 100,00 % |

Родной язык населения по данным переписи 2001 года:
| Язык       | Численность, чел. | Доля     |
| ---------- | ----------------- | -------- |
| Русский    | 63 180            | 74,24 %  |
| Украинский | 15 353            | 18,04 %  |
| Болгарский | 3 898             | 4,58 %   |
| Молдавский | 1 538             | 1,83 %   |
| Другое     | 1 129             | 1,31 %   |
| Итого      | 85 098            | 100,00 % |

Украинский язык является единственным официальным языком города.
По данным Государственной службы статистики Украины в 2023/24 учебном году из 262 998 учащихся в учреждениях общего среднего образования в Одесской области 261 228 (99,33 %) обучались в украиноязычных классах, 1 335 (0,51 %) — в молдавоязычных, 400 (0,15 %) — в румыноязычных, 35 (0,01 %) — в болгароязычных. В украиноязычных классах учились все ученики в городской местности.

## Культура

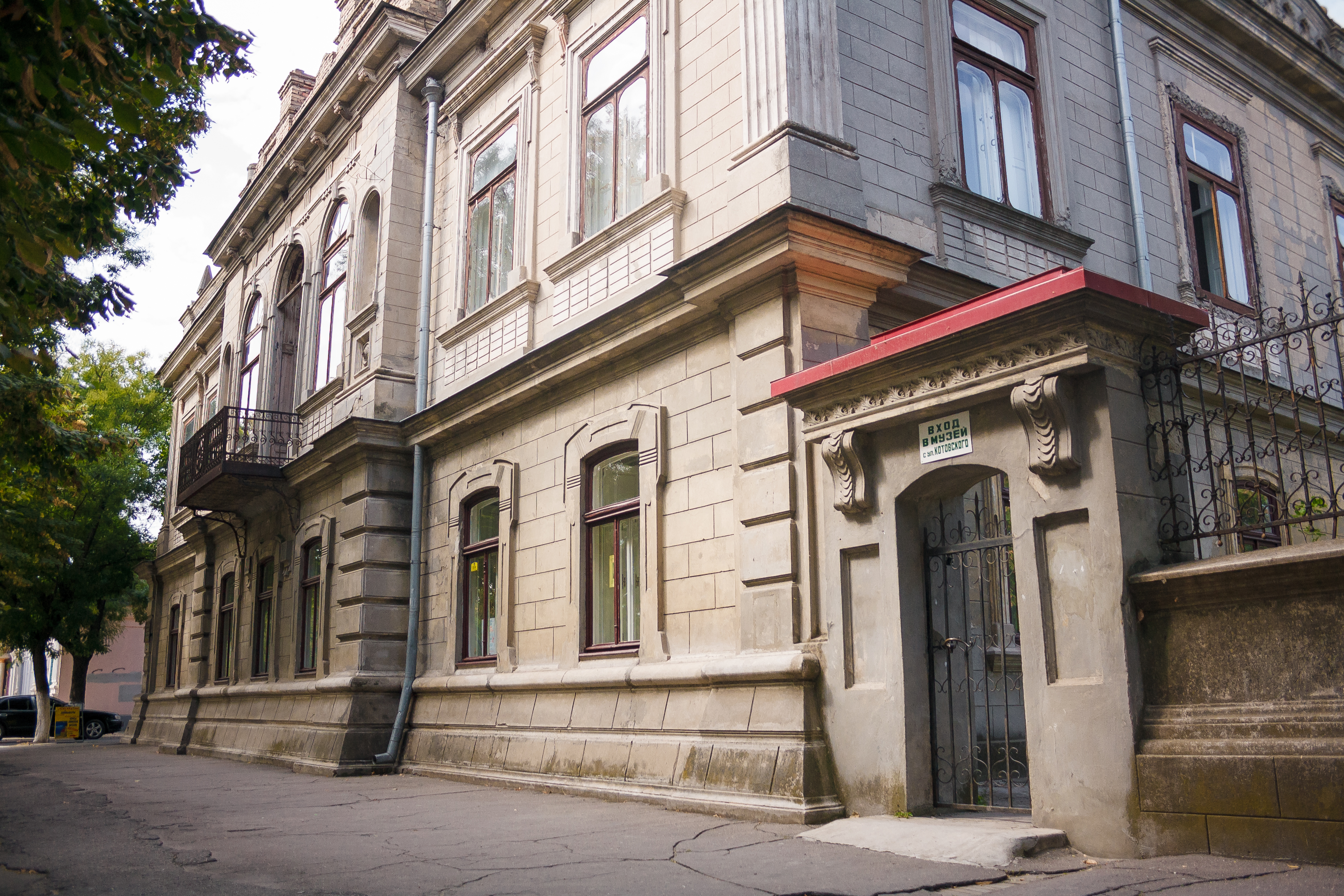
Измаильский историко-краеведческий музей Придунавья

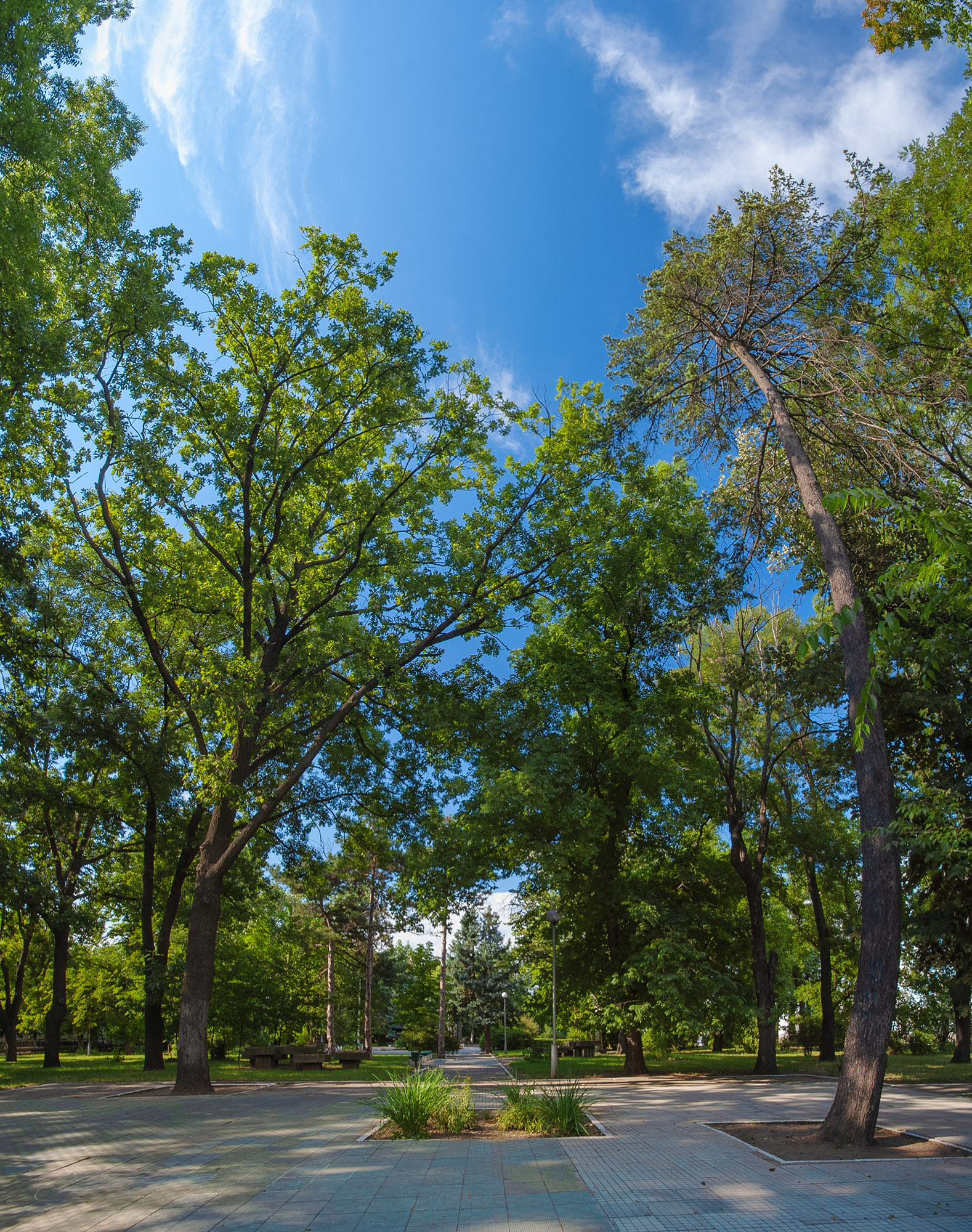
Городской сад

В городе находится музей А. В. Суворова, расположенный возле автовокзала «Измаил» около рынка в центре города, и отдел музея — Диорама «Штурм крепости Измаил», расположенная в старинной мечети в районе Крепость. Музей был закрыт на ремонт с 2004 по 2009 год. Открыт для посетителей в 2013 году. Действует также Измаильский мемориальный парк-музей «Крепость», в помещении которого ныне создаётся экспозиция по всей истории крепости Измаил.
Также имеется картинная галерея, краеведческий музей. Создан «Союз художников Измаила». Открыт «Дом художников СХИ» в здании № 43 по улице Бендерской. В здании Управления ЧАО «Украинское Дунайское пароходство» работает музей истории пароходства и дунайского судоходства.
Ежегодно, начиная с 2014 года, в городе проходит международный рок-фестиваль «Дунайская Сечь» (укр. «Дунайська Січ»).

### Парки
В Измаиле насчитывается 19 парков и скверов:
- Ландшафтний заказник «Барановский лес» (за городом) — создан в 2009 году
- Гагаринский парк (между Болградским шоссе, улицей Михайловской и железнодорожной веткой в 1-й район порта)
- Городской сад (квартал между улицами Покровская, Адмирала Холостякова, Бендерская и проспектом Суворова — бывший Комсомольский сквер) — дата создания — 1900 год (по другой версии — 1912)
- Клушинский сквер (угол улицы Клушина и проспекта Мира) — заложен в 2015 году
- Парк имени Богдана Хмельницкого (между улицами Репина, Чехова, переулком Короленко и проспектом Суворова) — заложен в 1956 году
- Парк Памяти (между улицами Шевченко, Михаила Грушевского и проспектом Мира — бывшее Старое кладбище) — заложен в 2000 году
- Корабельный сквер (между улицой Нахимова и погранзаставой Копаная Балка) — заложен в 2017 году

### Измаил в кинематографе
Фильмы, снятые в Измаиле, или действия которых происходят в Измаиле:
1. 1968 — «Служили два товарища», реж. Евгений Карелов (снимался в пгт Суворово Измаильского района, на озере Ялпуг у с. Ларжанка Измаильского района, в Севастополе и у села Ак-Монай в Крыму)
2. 1974 — «Гнев (Бессарабская трагедия)», реж. Николай Гибу, Леонид Проскуров (снимался в с. Озёрное)
3. 1977 — «Побег из тюрьмы», реж. Радомир Василевский
4. 1981 — «Ожидание», реж. Радомир Василевский (снимался в Измаиле, Килие и Вилково)
5. 1987 — «Ваш специальный корреспондент», реж. Николай Гибу
6. 1991 — «Виновата ли я», реж. Николай Гибу
7. 1991 — «Игра в смерть, или Посторонний», реж. Николай Гибу
8. 2012 — «Немая месть», реж. Вячеслав Ломачинский (основная часть снималась в Болграде, отдельные сцены — в Измаиле, в баре «2000»)
9. 2013 — «Возвращение», реж. Кирилл Улятовский (полностью снят в Измаиле)
10. 2015 — «Захарыч», реж. Кирилл Улятовский (полностью снят в Измаиле)
11. 2016 — «Капитанша» (сериал), реж. Владимир Янощук (частично снят в Измаиле)

## Религия

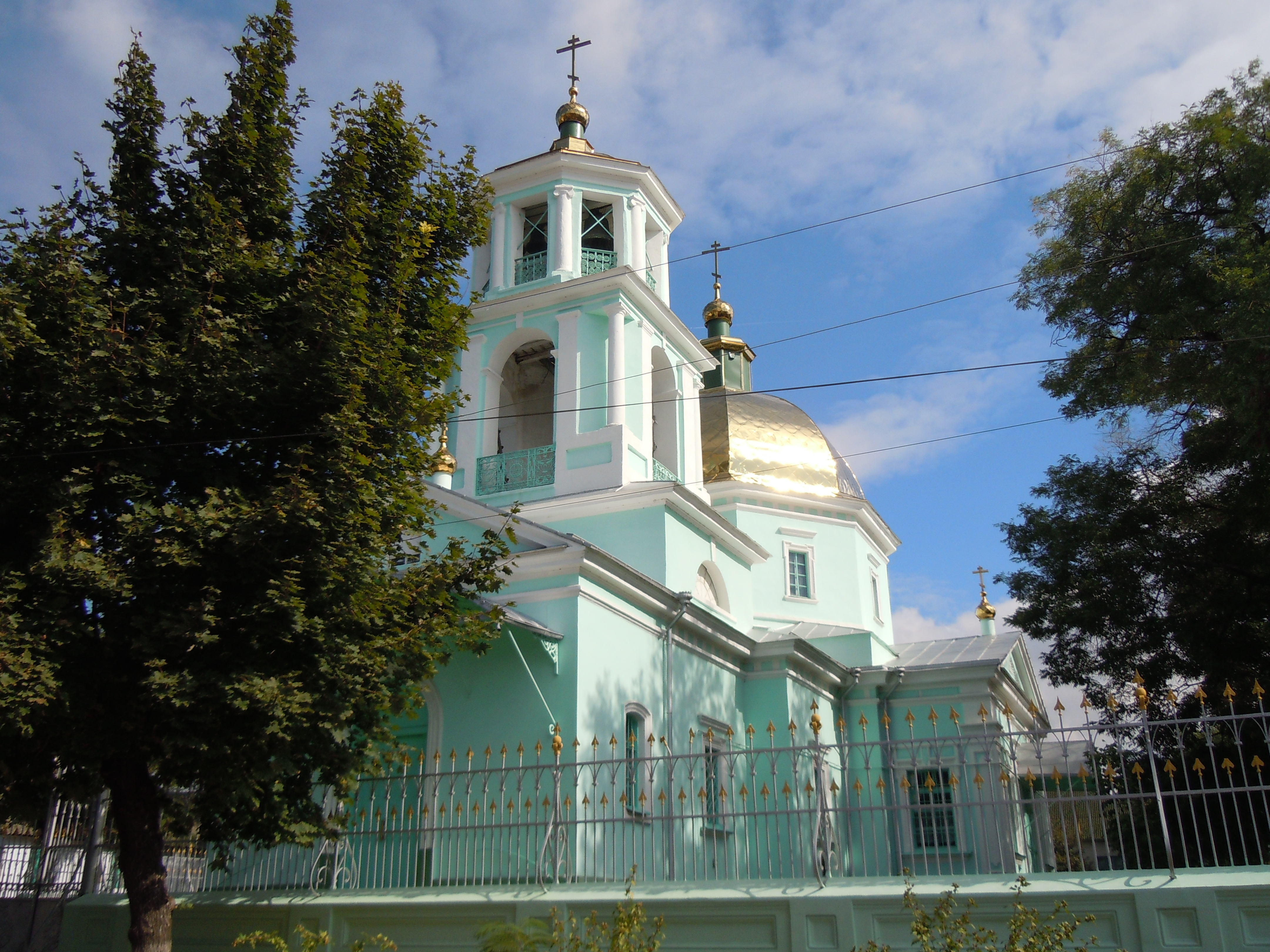
Никольская старообрядческая церковь XIX ст.

В 1751—1789 годах Измаил был резиденцией браильського митрополита Константинопольского патриархата.
В настоящее время большинство верующих города — православные Украинской православной церкви (Московского патриархата). В частности, УПЦ МП принадлежит Свято-Покровский кафедральный собор. Кроме него, в Измаиле к Одесской епархии УПЦ МП относятся церковь Святых Константина и Елены, церковь Святых Жён-Мироносиц, Свято-Николаевский и Успенский монастыри и Храм Рождества Богородицы. Последний является единственным храмом, где освящается брак между православными и старообрядцами.
Также в городе действует старообрядческая Свято-Николаевская церковь, находящаяся в подчинении Одесско-Измаильскому благочинию Винницко-Одесской епархии.
Римско-католический костёл Непорочного зачатия (Бессарабский деканат Одесско-Симферопольской епархии), что находится недалеко от центра города, принимает также протестантов и верующих греко-католического обряда. До 1960-х годов была Армянская церковь Сурб Геворг (Святого Георгия).
16 сентября 2018 в Измаиле создан новый приход Украинской грекокатолической церкви.
|                         |                              |                               |              |                      |
| Свято-Успенская церковь | Церковь Святых Жен-Мироносиц | Покровский кафедральный собор | Малая мечеть | Николаевская церковь |

## Транспорт
Географическое расположение между устьями Дуная, Днестра и Чёрным морем всего региона в целом и города в частности сильно осложняет транспортную коммуникацию с остальной страной. Расстояние до областного центра автодорогой E87 через автомобильный мост в Маяках составляет 239 км, через комбинированный мост через устье Днестра в Затоке, используя Н33 — 260 км. Автодороги М15 Т 1607 Т 1631 связывают город с другими населёнными пунктами юга области. В конфигурации дорог заметно, что ранее Измаил был областным центром.

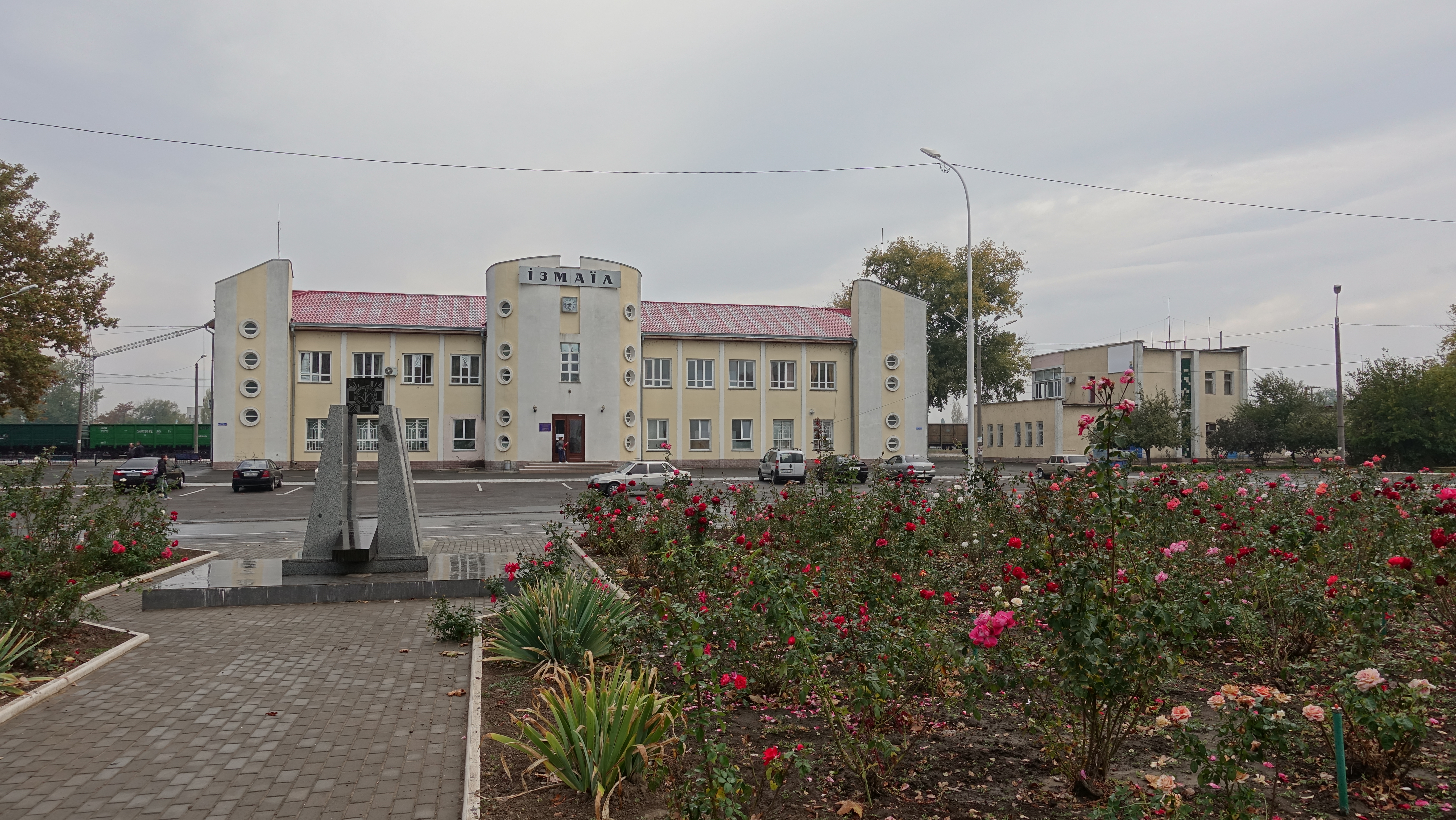
Железнодорожная станция

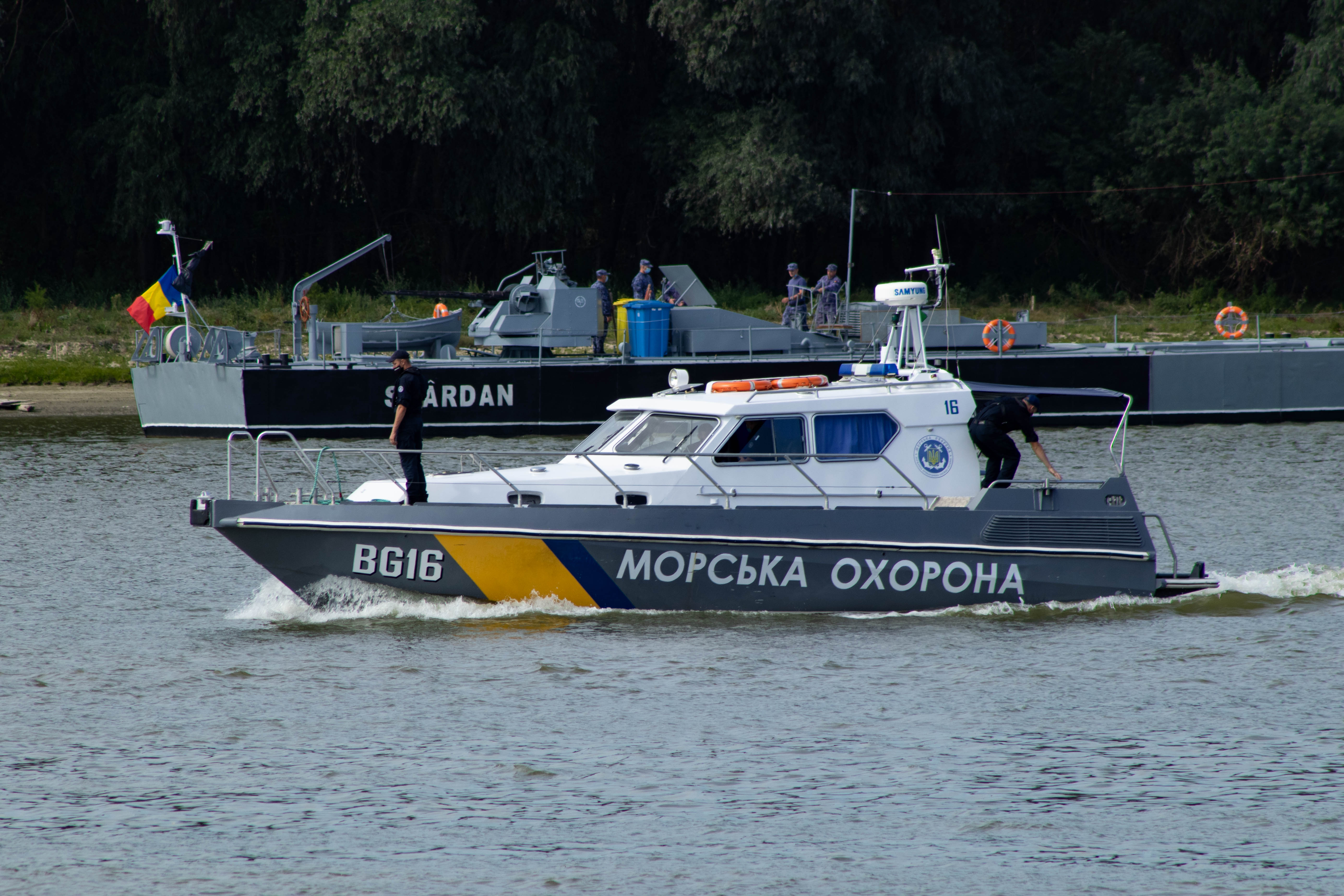
Катер морской охраны

В городе действуют около 25 маршрутов автобусов и такси. Действует пригородное автобусное сообщение. В Измаиле отсутствует электротранспорт (в советское время были планы запуска троллейбусной линии в том случае, если население города превысит 100 000 человек).
Железнодорожная станция «Измаил» является конечным пунктом 90-километровой железнодорожной неэлектрифицированной ветви Арциз — Измаил Одесской железной дороги. В городе расположена железнодорожная станция, действует зал ожидания и касса в вокзале. С 23 сентября 2016 года также курсирует ежедневный поезд № 145/146 Киев — Измаил/Измаил — Киев.
В городе есть аэропорт (законсервирован в настоящее время. В планах 2021 года его масштабная реконструкция).
Измаильский морской торговый порт расположенный в акватории Килийского устья Дуная и является важным транспортным узлом Украины.

## Промышленность
На данный момент в городе действуют:
- Главный офис Украинского Дунайского пароходства,
- Измаильский морской торговый порт,
- Судоремонтное предприятие ООО СП «Дунайсудосервис»
- Судоремонтное предприятие ПРАТ «Дунайсудоремонт»
- завод железобетонных изделий (ЖБИ),
- завод ремонтно-технического оборудования (РТО),
- завод оцинкованных деталей (ИСТР),
- целлюлозно-картонный комбинат
- «Измаил-Трансбалктерминал» (ЧП «Бессарабия-В») — маслоэкстракционный завод
- «Механосборочный универсальный завод»
- ЧАО «Измаильский винзавод»

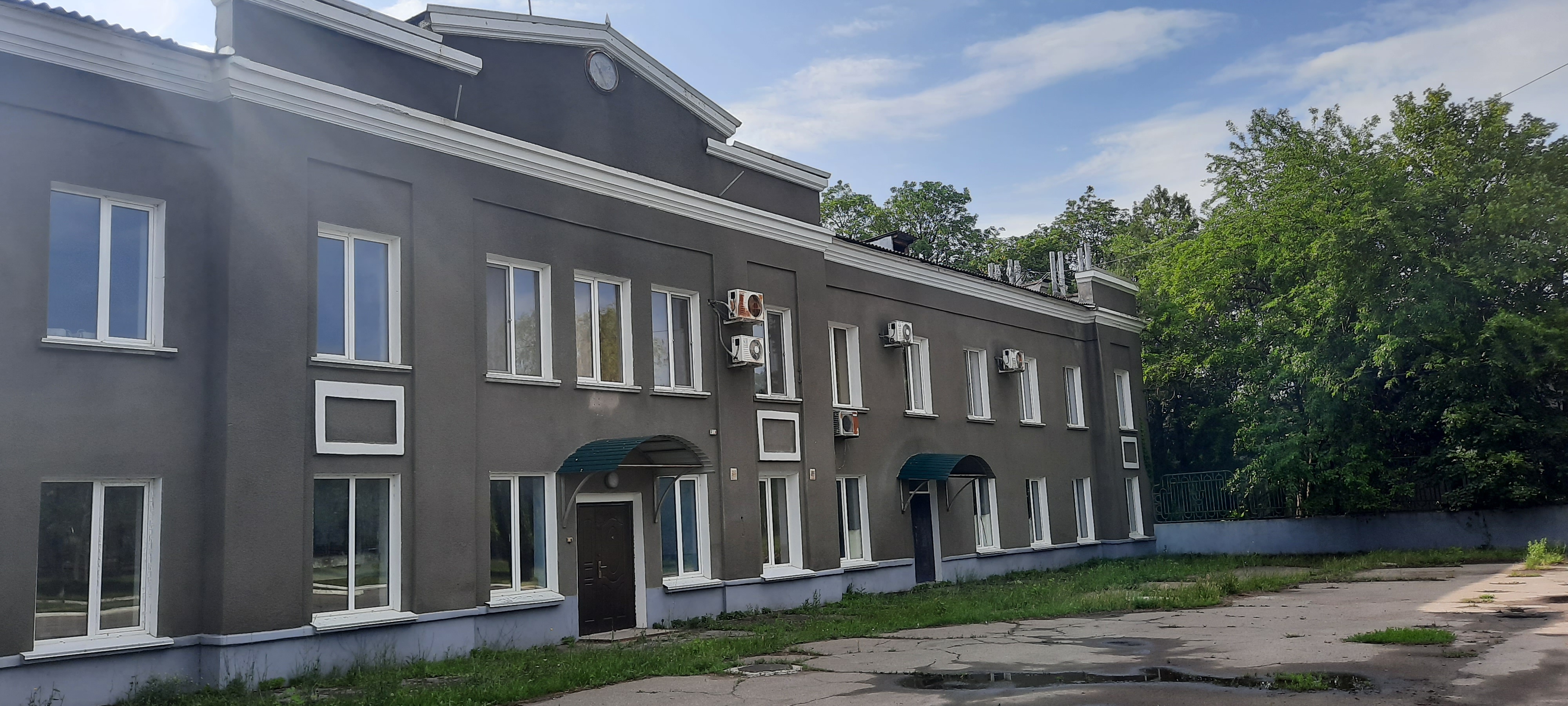
Административное здание предприятия «Измаильский завод РТО»
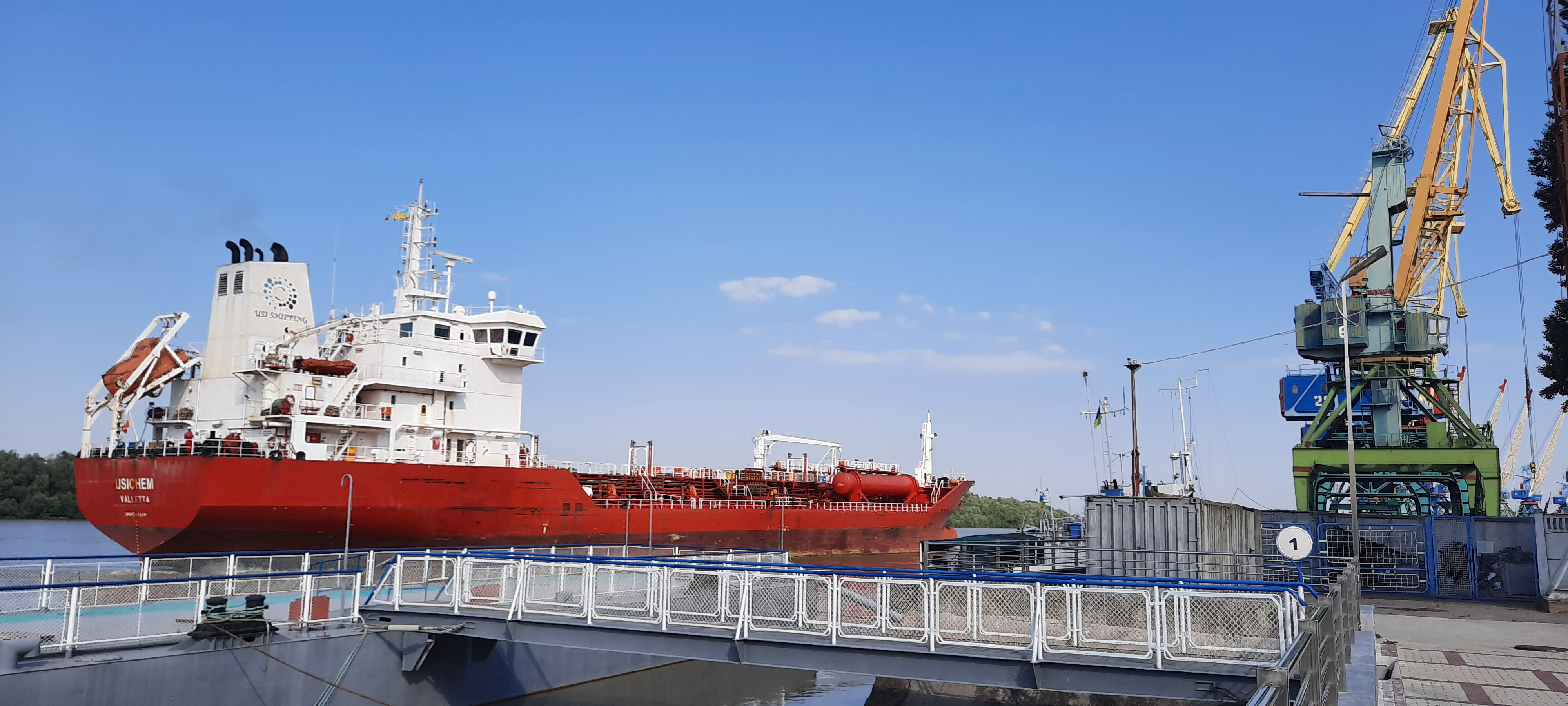
Измаильский морской торговый порт
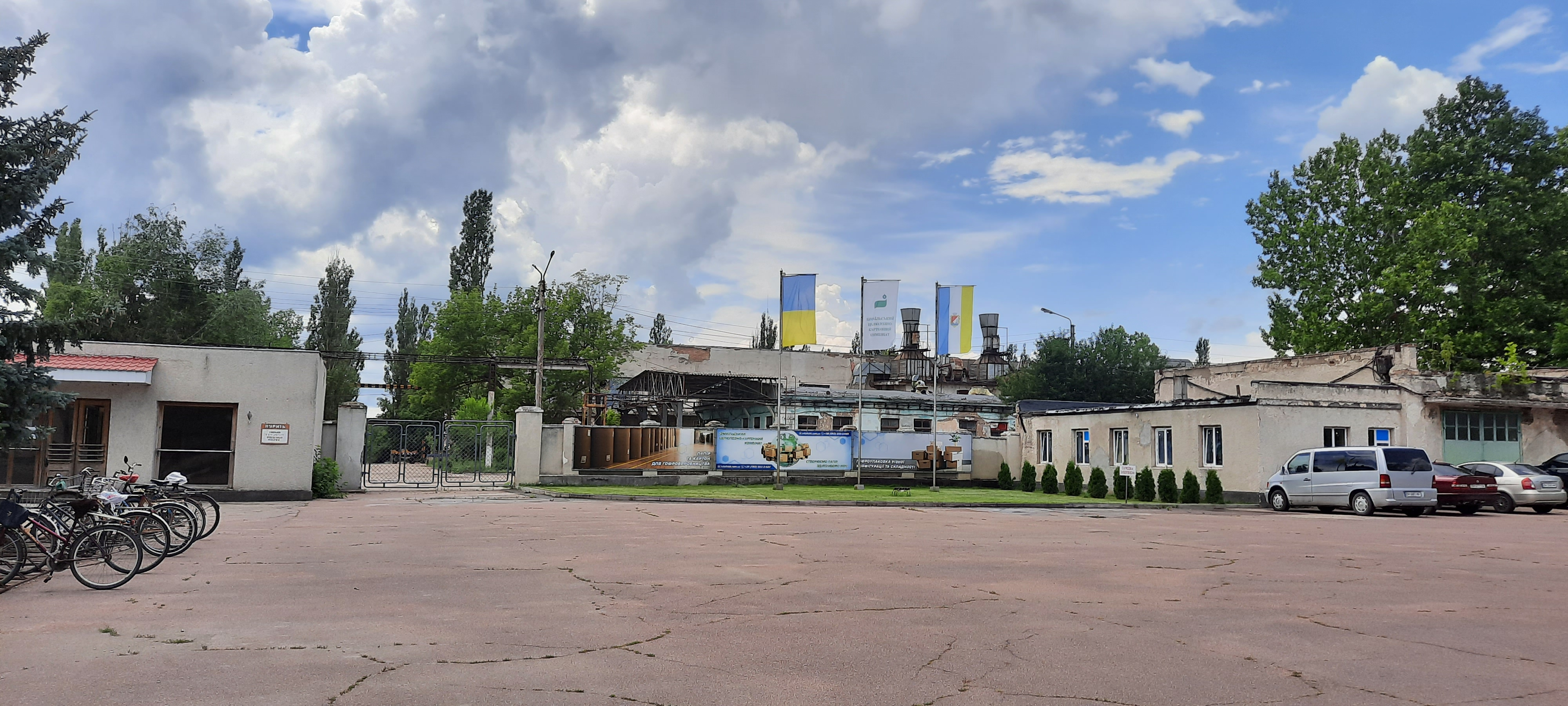
Измаильский целлюлозно-картонный комбинат. Вход
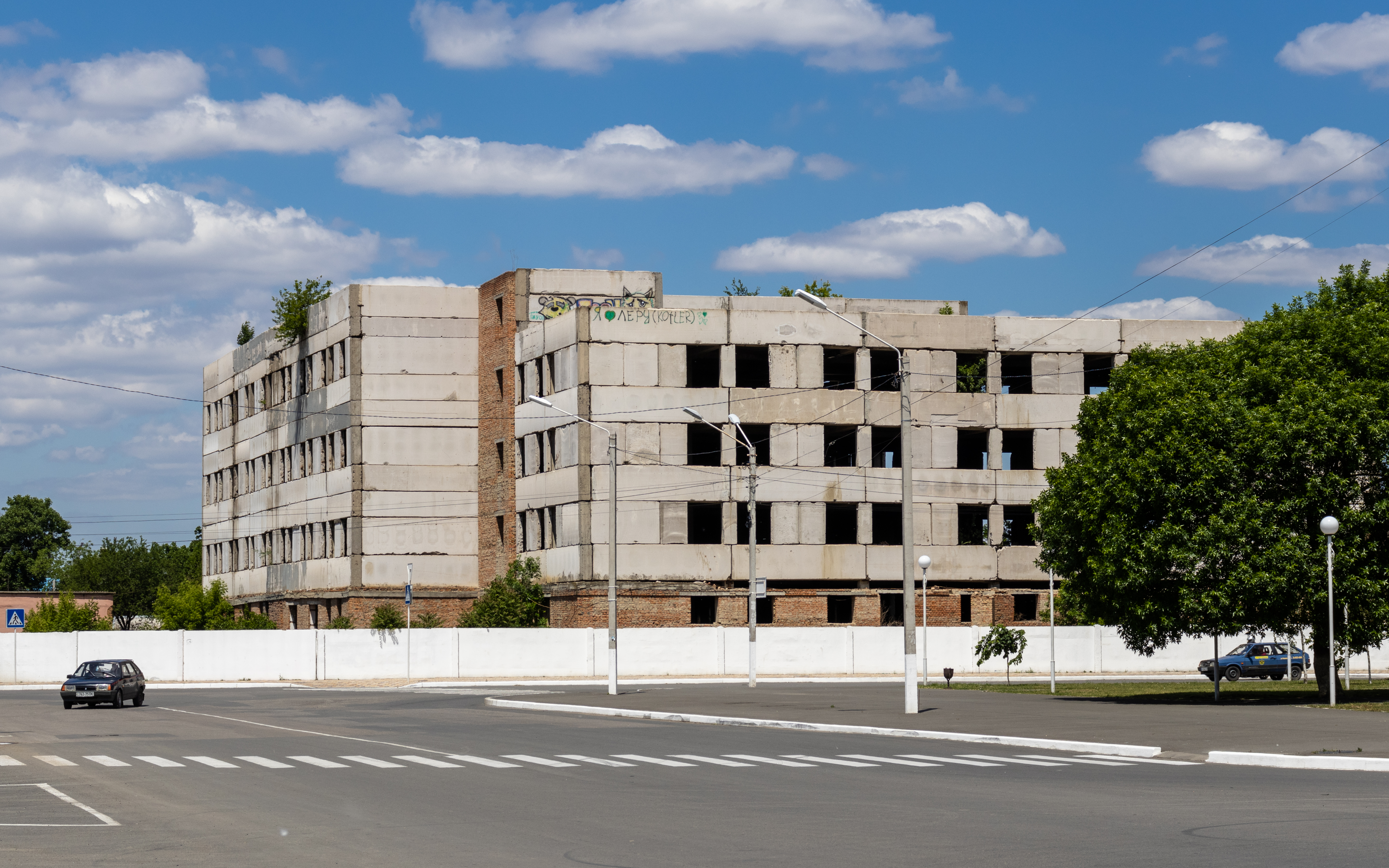
Заброшенное здания швейной фабрики «Астра»

В городе была развита пищевая промышленность. В разные годы функционировали такие крупные предприятия пищевой промышленности:
1. Измаильский консервный завод
2. Измаильский рыбоконсервный завод
3. Измаильский завод продуктовых товаров
4. Измаильский мясокомбинат
5. Измаильский хлебный комбинат

Недействующие промышленные предприятия
1. Измаильский завод «Эталон»

## Спорт

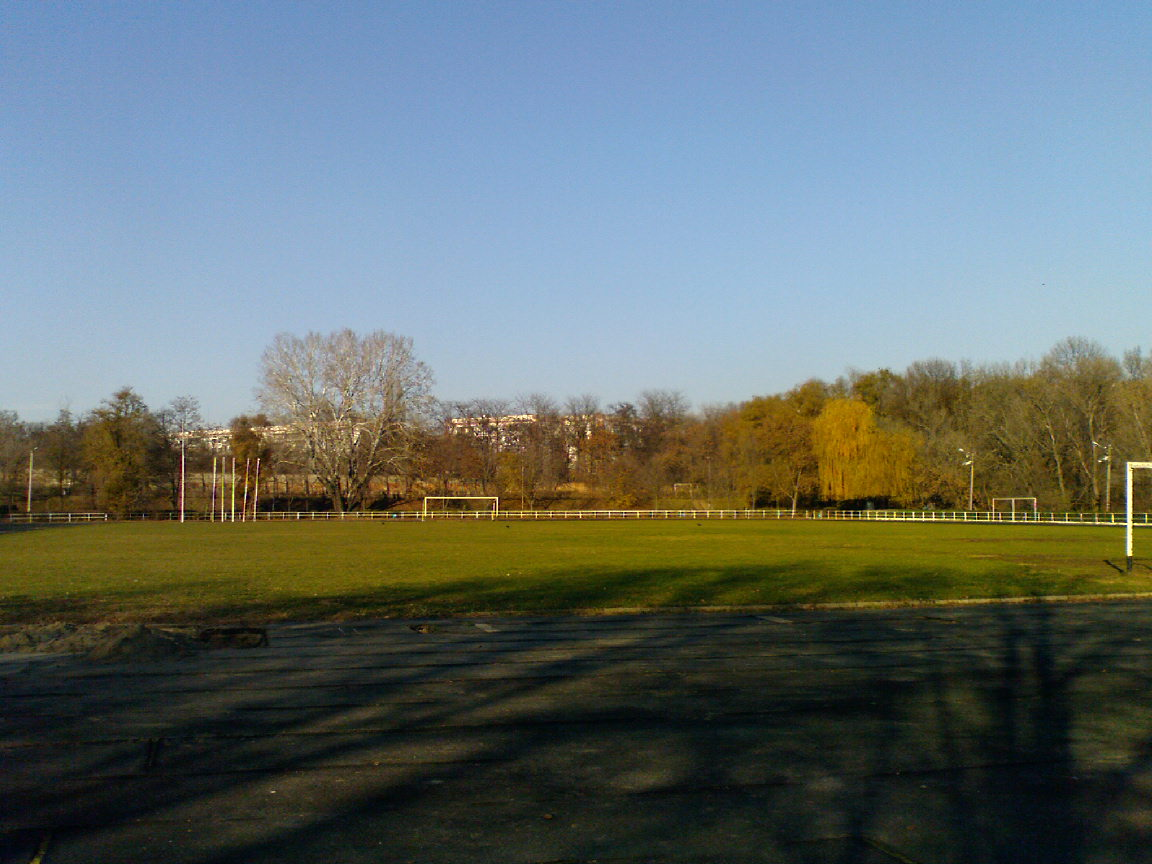
Центральный стадион

Наиболее популярные виды спорта в городе — боевые искусства (в частности, бокс) и футбол. Начиная с 1998 года проводится ежегодный Открытый международный турнир по боксу памяти Александра Суворова (организатор — Федерация бокса Одесской области).
В 1994 году создан клуб шотокан карате-до «S-Campo», выходцы из которого — 8 мастеров спорта (чёрный пояс), 1 мастер спорта международного класса, 29 кандидатов в мастера спорта по карате.
Начиная с 1969 года в городе не было футбольной команды, которая бы представляла его в профессиональных соревнованиях. На настоящий момент в Измаиле единственный любительский футбольный клуб «Бриз». Уроженцем Измаила является вратарь Александр Лавренцов.
Серию семинаров по восточным единоборствам для бессарабских спортсменов организовал «Центр развития Бессарабии» — в марте 2019 года — американская спортсменка Синтия Ротрок, в ноябре 2019 года — 11-кратный чемпион мира по профессиональной версии кикбоксинга Дон «Дракон» Уилсон.
В городе есть Центральный стадион, который с 2019 года находится на балансе городского совета.

## Здравоохранение

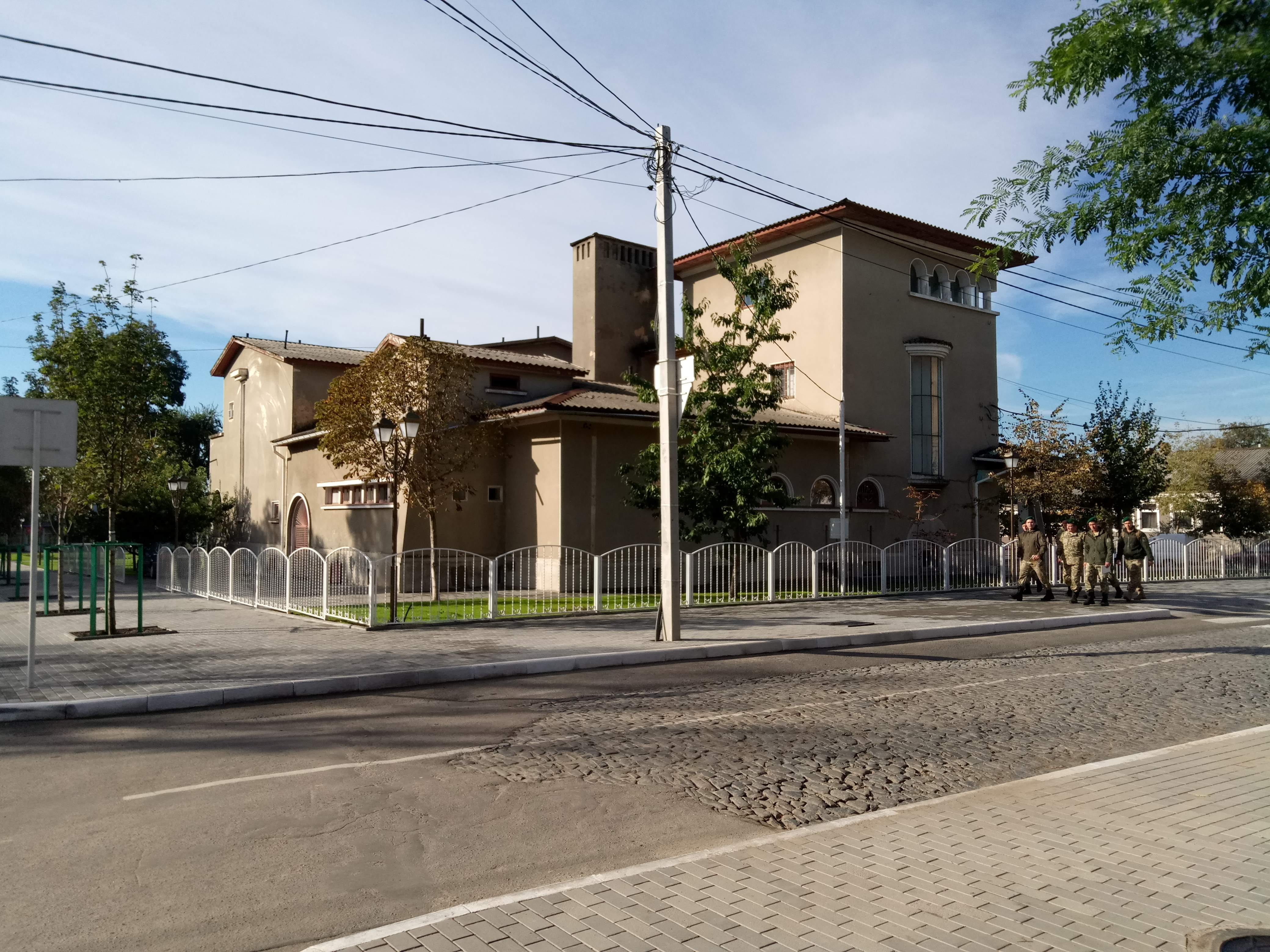
Городской госпиталь

Город представлен развитой сетью лечебно-профилактических учреждений: городская многопрофильная больница № 1, городская специализированная больница № 2 (бывший тубдиспансер), городская больница № 3 (бывший онкодиспансер). Функционирует Центр здоровья, а также санитарно-эпидемиологические службы. Руководство учреждениями осуществляется непосредственно исполнительным комитетом города.
В период с 1977 по 2003 года на территории города и района функционировала единая медицинская служба. Вследствие раздела их в середине 2003 года сельские лечебно-профилактические учреждения и три больницы были переименованы и отданы в ведомство районной государственной администрации.

## Образование
- Измаильский государственный гуманитарный университет
- Измаильский институт водного транспорта
- Придунайский филиал МАУП
- Измаильский техникум экономики и права
- Измаильский техникум механизации сельского хозяйства
- Измаильское медицинское училище
- Одесская Национальная Морская Академия (ИФ)
- Одесская Государственная Академия Холода (ИФ)
- Измаильское высшее профессиональное училище (ИВПУ)
- Измаильский центр профтех образования
- Измаильский политехнический лицей
- Измаильский военно-спортивный лицей
- Специализированные школы с углублённым изучением иностранных языков
- Общеобразовательные школы І-ІІІ ступеней

## Медиа
Среди средств массовой информации в городе работает Измаильское телевидение «IzmailTV» (ресурс вырос из телестудии на базе картинной галереи, созданной в 1991 году для популяризации деятельности музея и учреждений культуры региона. В 2009-м получили лицензию на эфирное вещание; с 15 октября 2019 работают в формате круглосуточного цифрового вещания), «Первый Измаильский» — городское канал с позиционированием «Телевидение со свежим взглядом». Город находится в пределах 74-й цифровой зоны (5-й мультиплекс). Новую башню радиотелестанции на Железнякова высотой 119 метров строили с июля 2003 по июль 2004 года. Приблизительная зона покрытия — в радиусе 35 км от башни.
На территории города в пределах радиочастот FM-диапазона своё вещание осуществляют 6 всеукраинских и региональных радиостанций: «Перец FM» (104.1 МГц), «Град FM» (98.6 МГц), «Радио Пятница» (92.2 МГц), «Народное Радио» (101.2 МГц), «ХІТ-FM» (107.1 МГц), «Первое Радио FM1» (95.4 МГц). Выходит «Собеседник Измаила» — городская общественно-политическая газета (основана в 1940 году, в разное время выходила под названиями «Знамя Советов», «Придунайская правда», «Придунайская звезда», «Советский Измаил»). Работают интернет-порталы «The Izmail Times», «Бессарабия INFORM» (портал новостей Бессарабии), «БессарабiЯ.UA» (информационно-аналитический сайт с новостями и аналитикой событий юга Одесской области — проект ООО «Бессарабский медиа-холдинг»), «Измаил. City» (интернет-издание о жизни Измаила и Измаильского района — перезапуск 2019 года на базе бывшего интернет-издания izmacity.com агентством развития локальных медиа «Або».

## Города-побратимы
- Болгария — Добрич, Кырджали
- Польша — Влоцлавек
- Северная Македония — Кавадарци
- Турция — Кыркларели
- Молдова — Тирасполь
- Румыния — Джурджу, Тулча